# Cyrtophleba ruricola
Cyrtophleba ruricola là một loài ruồi trong họ Tachinidae.